# Jonathan Horton
Pour les articles homonymes, voir Horton.
Jonathan Alan Horton, né le 31 décembre 1985 à Houston, est un gymnaste américain.

## Palmarès

### Jeux olympiques
- Pékin 2008
  -  médaille d'argent à la barre fixe
  -  médaille de bronze par équipes

- Londres 2012
  - 5e au concours par équipes.
  - 6e à la barre fixe.

### Championnats du monde
- Tokyo 2011
  -  médaille de bronze par équipes.

- Rotterdam 2010
  - 4e au concours par équipes.
  -  médaille de bronze au concours général individuel.